# Citi Field
Das Citi Field ist ein Baseballstadion im Stadtteil Flushing des Borough Queens der US-amerikanischen Metropole New York City. Es ist die Heimspielstätte der New York Mets aus der Major League Baseball (MLB). Die Anlage wurde 2009 fertiggestellt und ersetzte das benachbarte Shea Stadium, das 1964 fast an gleicher Stelle erbaut wurde. Das Citi Field war der Austragungsort des MLB All-Star Games 2013, womit die Mets erstmals seit ca. 50 Jahren Gastgeber dieser Veranstaltung waren. Das erste reguläre Saisonspiel der Major League Baseball im neuen Ballpark fand am 13. April 2009 gegen die San Diego Padres statt. Das erste Konzert im Citi Field wurde am 17. Juli 2009 von Paul McCartney gespielt.

## Heimat der Mets

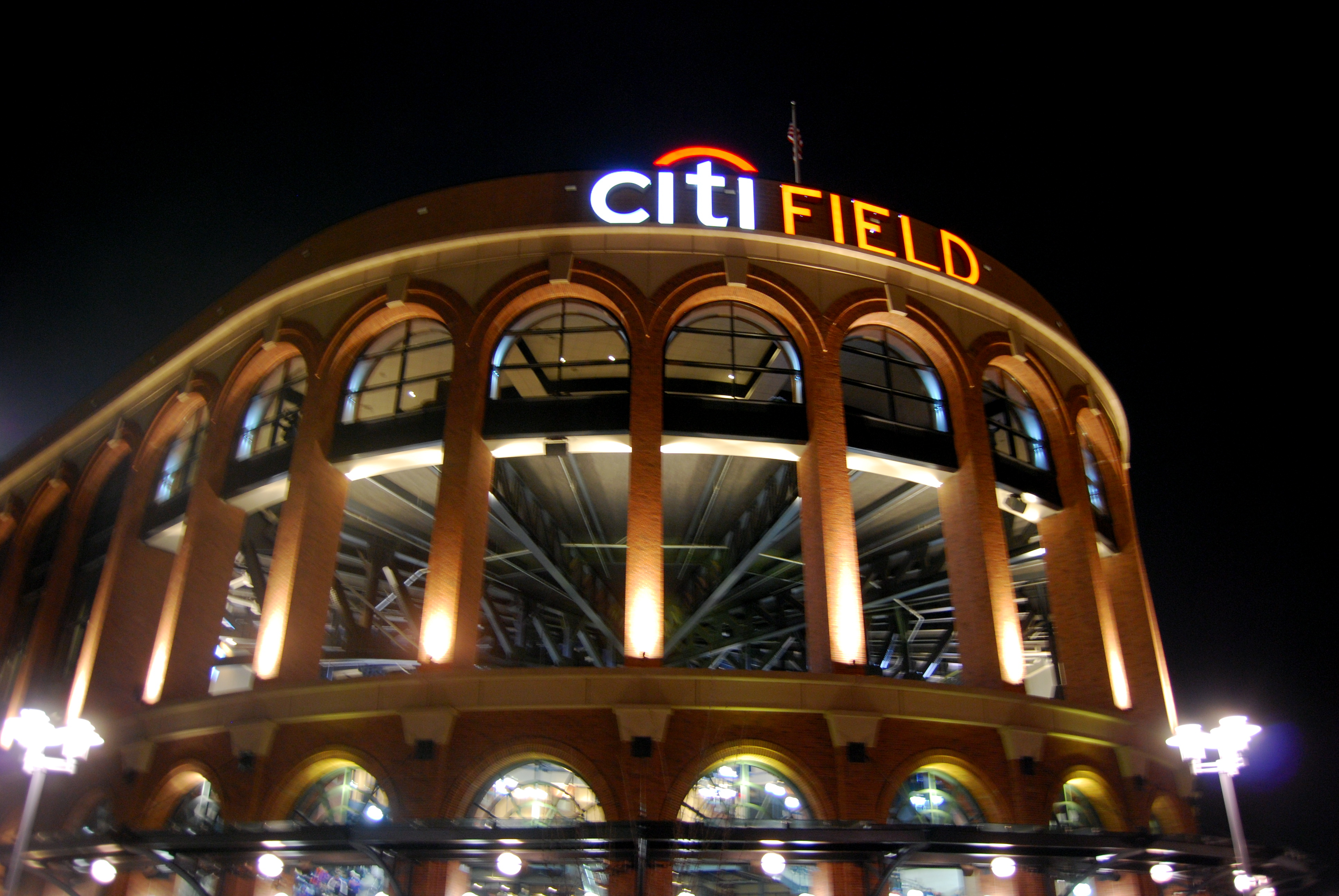
Eingang des Citi Field bei Nacht.

Das Citi Field ist das dritte Stadion, in welchem die Mets Heimspiele in ihrer Geschichte austragen. 1962 spielten die Mets in den Polo Grounds, welche bis zu deren Umzug nach San Francisco zur Saison 1958 die Heimat der New York Giants waren. 1964 zogen die Mets in das Shea Stadium, welches sie bis 1983 mit den Footballern der New York Jets teilten.
Im ersten Spiel im neuen Citi Field am 13. April 2009 verloren die Mets mit 5:6 gegen die San Diego Padres. Der erste Starting Pitcher in der Geschichte des neuen Ballparks war Mike Pelfrey, der erste Home Run wurde von Jody Gerut von den San Diego Padres erzielt.
Der erste Sieg der Mets in der neuen Heimat gelang zwei Tage später, am 15. April 2009, durch einen 7:2-Erfolg gegen die Padres.

## Merkmale
Die Innenarchitektur von Citi Field wird vom PNC Park beeinflusst, welches das beliebteste von Mets COO Jeff Wilpon war. Weitere Einflüsse kamen vom Great American Ball Park, Coors Field und Citizens Bank Park.
Das Shea Stadium war der einzige Baseballplatz in der Major League, der anstelle des gelben Foul-Poles orangefarbene hatte. Dies einzigartige Eigenschaft fand auch den Weg ins Citi Field.
Citi Field weist in seiner Architektur ein übergreifendes Brückenmotiv auf. Da New York City durch 2.027 Brücken verbunden ist und sich im Mets-Logo eine Brücke widerspiegelt, weist  das Stadion dieses Motiv auf.

### Home Run Apple
Eine weitere Tradition des Shea Stadium, die im Citi Field auftritt, ist der Home Run Apple. Wenn ein Mets-Spieler einen Homerun erzielt, erhebt sich ein riesiger Apfel, der auf der Vorderseite ein Mets-Logo hat, aus seinem Gehäuse. Der neue Apfel, der für Citi Field gebaut wurde, ist mehr als viermal so groß wie der vorherige.
Während der Saison 2009 befand sich der ursprüngliche Shea-Apple im Bullpen Plaza, direkt hinter dem Eingang des Bullpen Gate. Im Jahr 2010 wurde der ursprüngliche Apfel in die außerhalb der Stadions gelegene Mets Plaza verlegt.

## Sponsorname
Am 13. November 2006 wurde offiziell bekannt gegeben, dass das neue Stadion Citi Field heißen würde. Namensgeber ist die Citigroup Inc, welche für die nächsten 20 Jahre jährlich 20 Mio. US-Dollar für die Rechte am Stadionnamen zahlt. Damit wurde das Stadion zu einer der bestbezahlten Sportstätte eines Sponsors überhaupt.

## Vergleich mit dem Shea
|                             | Shea Stadium                                                                         | Citi Field                                                                           |
| Eröffnung                   | 1964                                                                                 | 2009                                                                                 |
| Kapazität                   | 57.333                                                                               | 45.000 (ca.)                                                                         |
| Rollstuhlplätze             | 174                                                                                  | 830                                                                                  |
| Luxury Suites               | 45                                                                                   | 54                                                                                   |
| Restaurants (Plätze gesamt) | 2 (528)                                                                              | 4 (3.334)                                                                            |
| Fanshops                    | 240 m2                                                                               | 670 m2                                                                               |
| Toiletten                   | 568                                                                                  | 646                                                                                  |
| öffentliche Fahrstühle      | 4                                                                                    | 11                                                                                   |
| Spielfeld (feet)            | Left field – 338 Left center – 371 Center – 410 Right center – 371 Right field – 338 | Left field – 335 Left center – 379 Center – 408 Right center – 383 Right field – 330 |